# پنیر لبنه
پَنیر لبنه پنیری است که پایه اصلی آن، ماست چکیده و تغلیظ شده‌است و حتی اوایل تولید صنعتی، آن را در مقاله‌های علمی بین‌المللی با عنوان ماست چکیده می‌شناختند. بعدها لبنه را به دلیل بافت سفتی که داشت و انجام برخی فرایندهای مربوط به پنیر سازی روی آن، در گروه پنیرها قرار دادند. این پنیر در مقایسه با اغلب پنیرهای خامه‌ای چربی و نمک کمتری دارد چربی ۲۰٪ بافت پنیر لبنه بسیار نرم‌تر و شبیه ماست چکیده‌است. این پنیر نیز مانند سایر لبنیات باید در یخچال در دمای زیر ۵ تا ۷ درجه نگهداری شود تا فاسد نشود.

## خاستگاه
خاستگاه پنیر لبنه، کشورهای خاور میانه و حاشیه مدیترانه است. این فراورده از مدت‌ها قبل در این کشور به شکل سنتی تولید می‌شد اما در حال حاضر به صورت صنعتی و با فرمولی مشخص وارد بازار شده‌است.

## طرز تهیه
ابتدا آب ماست چکیده را جدا می‌کنند تا غلیظ و مالش‌پذیر شود. برای این کار، راه‌های مختلفی وجود دارد. در صنعت معمولاً یا از فشار کمک می‌گیرند یا به ماست، ماده خشکی نظیر پروتئین شیر اضافه می‌کنند تا غلیظ شود. در مرحله بعد به این فراورده مایه پنیر و باکتری‌های مورد استفاده در پنیر سازی می‌افزایند تا طعم و بافتی شبیه پنیر پیدا کند.

## مزایا
میزان نمک پنیر لبنه می‌تواند یک درصد یا بیشتر باشد. به‌طور کل چون لبنه بر پایه ماست است، میزان نمک آن کمتر است و برخی خواص آن به ماست و برخی به پنیر شباهت دارد. چربی پنیر لبنه در مقایسه با پنیرهای خامه‌ای که ۲۰ تا ۳۰ درصد چربی دارند، کمتر و حدود ۱۰ تا ۱۲ درصد است.